# USA Today
Az USA Today [ˈjuː ˈes ˈei təˈdei] az Amerikai Egyesült Államok és a világ egyik legnagyobb példányszámú napilapja. A Gannett Company adja ki hétköznaponként 726 906 példányban. A lap alapítója Allen 'Al' Neuharth. A példányszám sokszor vita tárgya, mert a USA Today többek között szállodákban is terjeszti az újságot olyan vevőknek, akik gyakran nincsenek tudatában, hogy fizetnek érte. A lapot 1982-ben alapították azzal a céllal, hogy legyen az Egyesült Államokban is egy valódi országos újság, mert addig csak a helyi lapok voltak ismertek az országban. A sok diagrammal, táblázattal és fotóval ellátott színes újság ellenpontozta a New York Times szürkeségét. Hangsúlyozandó a nemzeti jelleget a USA Today közvélemény-kutatásairól lett ismert.
Az újság kezdeti sikereit sok kritika kísérte. Sokakban ellenkezést váltott ki a színesség, „McÚjságnak” bélyegezték a kiadványt. A kiadó új utakra lelt a terjesztés területén is. Sajátos, doboz alakú újságárusító gépekben lehet hozzájutni az újsághoz. Más csatornák mellett repülőtereken és szállodákban is terjeszteni kezdték a lapot. Elsők között küldték a lap végső kiadását egyszerre több helyre is az országban műholdas vevő segítségével nyomtatásra és terjesztésre. A műholdak és a regionális nyomtatás segítségével a legfrissebb híreket tudták közölni.

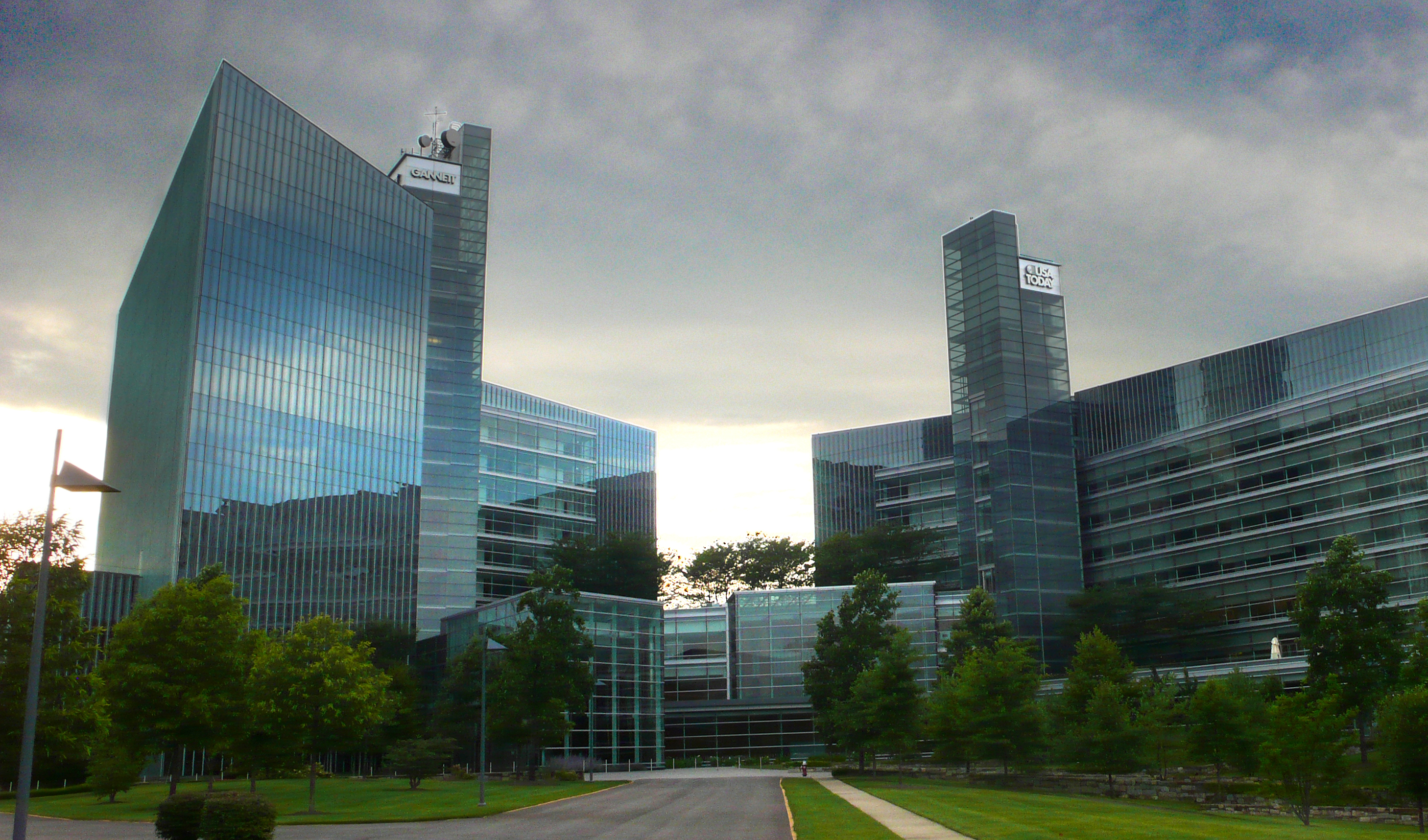
A USA Today és a Gannett székháza a virginiai McLeanben

2001-ben a lap Washington, D.C. egyik külvárosába, a virginiai McLeanbe költözött. Az eredeti székhely, a Rosslynben található USA Today and Gannett, Inc. „ezüsttornyok” a washingtoni tájkép szerves részét képezi. 2004. szeptember 7-én a lap ára az 1985-től megszokott 50 centről 75-re emelkedett.

## Külső hivatkozások
- Hivatalos honlap
- A kiadó honlapja